# Виена Крикет анд Футбол Клуб
„Виена Крикет анд Футбол Клуб“ (на немски: Vienna Cricket and Football-Club) е спортен клуб от Виена, столицата на Австрия.

## Титли и успехи
- 2 x Печели Чалъндж къп: 1898, 1902
- 2 x Финалист в Чалъндж къп: 1900, 1904
- 1 Участие в първа лига: 1911/12
- Победител на турнира Кайзер Франц Йозеф от 1898